# 戈尔德曼
戈尔德曼 或者 戈德曼（Goldmann，Goldman）可以指：

## 人物
- 埃玛·戈尔德曼（英語：Emma Goldman；1869年6月27日－1940年5月14日），猶太裔美國無政府主義政治活動家和作家。
- 威廉·戈德曼（英語：William Goldman，1931年8月12日－2018年11月16日），美國小說家、劇作家、影視編劇。
- 阿兰·戈尔德曼（法語：Alain Goldmann，1931年9月14日－2022年9月4日），法国拉比。

|  | 本页或本分段罗列了姓氏为「戈尔德曼」的人物。 如果是一个指代特定个人的内链将您引导到本页，請考慮修正該人物的名字以將链接指向正確的條目。 |